# Ommatobotys
Ommatobotys is een geslacht van vlinders van de familie van de grasmotten (Crambidae), uit de onderfamilie van de Spilomelinae. De wetenschappelijke naam voor dit geslacht is voor het eerst gepubliceerd in 2007 door Jay C. Shaffer en Eugene Gordon Munroe.

## Soorten
- O. aldabralis (Viette, 1958)
- O. ommatalis (Hampson, 1912)